# コーンウォール人
コーンウォール人（英: Cornish people）は、コーンウォール地方の住民、またはかつてコーンウォール地方に存在した民族名で、コーンウォール語を話していた。
現在、コンウォール語を人工的に復活させたため、言語をアイデンティティとすることができる。